# مالكوم دونكلي
مالكوم دونكلي (بالإنجليزية: Malcolm Dunkley)‏ هو لاعب كرة قدم بريطاني في مركز الهجوم، ولد في 12 يوليو 1961 في ولفرهامبتن في المملكة المتحدة، وتوفي في 24 سبتمبر 2005 في إنجلترا في المملكة المتحدة. لعب مع نادي روفانييمن بالوسورا ونادي لينكولن سيتي.